# زولتان فودور
زولتان فودور (بالمجرية: Fodor Zoltán)‏ (و. 1985  م) هو مصارع رياضي مجري، ولد في بودابست، شارك في الألعاب الأولمبية الصيفية 2008، والمصارعة في الألعاب الأولمبية الصيفية 2008 – رجال رومانية 84 كجم ‏.

## روابط خارجية
- زولتان فودور على موقع قاعدة بيانات المصارعة الدولية (الإنجليزية)
- زولتان فودور على موقع أوليمبيديا (الإنجليزية)